# 2014年4月中国大陆

## 4月1日
- 湖南省长沙市就业服务局局长彭学之跳楼身亡。[1]

## 4月4日
- 重庆“打黑运动”中立功的渝中区公安分局经侦支队支队长周渝在渝中区一宾馆死亡，被认定为自杀。[2]经渝中警方调查，周渝患糖尿病多年，长期注射胰岛素并引发心脏病等多种并发症，近期又查出患有重度肝硬化，情绪低落，曾向同事流露出悲观厌世。[3]

## 4月8日
- 国家信访局副局长徐业安被发现在其办公室自杀身亡。[4][5]

## 4月9日
- 中华人民共和国最高领导人首次向部队基层单位授队旗。据报道，2014年2月20日，中共中央军委主席习近平命名中国人民武装警察部队特种警察学院特种作战大队为中国人民武装警察部队“猎鹰突击队”[6]。4月9日，习近平又在视察武警特警学院时为“猎鹰突击队”授旗。[6][7]

## 4月12日
- 中共中央纪委、监察部网站宣布，中国科协党组书记申维辰因涉嫌严重违纪违法，目前正接受组织调查。（中央纪委监察部网站（页面存档备份，存于））“申维辰与落马官员金道铭交集多，任职太原时出现窝案。2010年9月，申离开山西进京任中宣部副部长。”中国新闻网（页面存档备份，存于）“去年4月从中宣部副部长岗位调任中国科协的申维辰，所任职务就是常务副主席、党组书记、书记处第一书记，行政级别是正部级。此番被调查，使其成为今年以来第6位被调查的省部级官员，也是十八大以来第24位被调查的省部级官员。”人民网（页面存档备份，存于）“媒体称金道铭申维辰宋林均与山西首富有牵连”。人民网

## 4月13日
- 凌晨3时17分，由黑河开往哈尔滨的K7034次旅客列车，运行至绥北线海伦至东边井区间发生脱线，造成15名旅客受伤。无人员死亡。人民网（页面存档备份，存于）“黑龙江列车脱轨系人为破坏。”光明网（页面存档备份，存于）

## 4月14日
- “全国人大代表梁耀辉涉组织卖淫罪被刑拘”。“媒体报道称，梁耀辉曾在2010年入选首届东莞‘十大慈善人物’。”民主与法制网

## 4月15日
- 中共中央总书记、中央国安委主席习近平主持召开中央国家安全委员会第一次会议。[8]
- “此前有媒体报道称，国家能源局核电司司长郝卫平于4月15日晚间被带走调查。郝卫平及其妻子都已被边控。另据经济观察网报道，郝卫平被调查与其在任原国家能源局电力司副司长期间的电力项目审批有关。4月15日傍晚，其妻准备从首都机场出境被发现，随即有关部门直接去郝家，并将郝也带走。”[9]

## 4月17日
- “中央纪委监察部官方网站公布，华润集团董事长、党委书记宋林涉嫌严重违纪违法，目前正接受组织调查。去年王文志举报宋林后，高层领导即已批示严查，但据说遇到阻力，被‘顶’了近一年。耐人寻味的是，20余天前，宋林在华润集团官网的专栏中写道，‘在高级管理团队层面，对德的要求应该要大过对能力的要求。’2012年，是宋林人生生涯的另一个高峰。当年，他当选为十八大代表，兼任香港中国企业协会会长等职，并在当年成为中国改革年度人物。”新华网（页面存档备份，存于）
- “一位参与举报的知情人士对《第一财经日报》记者表示，宋林被查已经是意料之中的事情，另外金业集团资产包收购案的中间人即是山西有名的‘7000万嫁女’煤老板、山西联盛能源有限公司董事局主席邢利斌。去年7月17日，王文志在其微博实名举报宋林等华润高管在收购山西金业资产的百亿并购案中涉嫌利益输送，致使数十亿元国有资产流失。”人民网（页面存档备份，存于）
- “从4月17日开始，国家审计署从五个特派办派出数百人进驻了国家电网公司。财新记者从多个消息渠道获悉，审前调查从4月初开始，这是针对国企主要领导干部的一次监督审计。”财新网（页面存档备份，存于）

## 4月18日
- 4月18日中午越南广宁省与中国接壤的边防检查站发生一起暴力冲突，造成5名非法进入越南的中国人和2名越南边防警察死亡。网易。

## 4月19日
- 京华时报报道，“昨天，中纪委监察部网站发布消息称，中央对外宣传办公室五局副局长高剑云涉嫌严重违纪违法问题被立案调查。公开资料显示，高剑云曾负责网络新闻宣传工作多年。”中国新闻网（页面存档备份，存于）“法轮功是首要被过滤的信息。”大纪元（页面存档备份，存于）
- 天津北方网讯，“北方国际信托投资有限公司原董事长、市政协常委刘惠文4月19日晚被发现在其家中自杀身亡。据市公安局对其家属调查了解，刘惠文长期精神抑郁。”中国新闻网（页面存档备份，存于）
- 中国经营网报道，“城管临时工打伤路人被围殴事件还原：脚踢市民至喷血”。“据新京报的报道，4月19日，5名浙江温州苍南县灵溪镇城管与拍照劝阻暴力执法者的争执，演化为波及全县的群体事件。报道称，据当地官方表述，当天上午9时许，当地城管在灵溪镇一路口整治占道经营时，与一女菜贩发生争执。紧接着，城管与路过用手机拍照的黄祥拔发生冲突，殴打致后者倒地吐血。5名打人城管随后被周围群众围攻，5人均受伤，其中两人休克、伤情危重。”中国经营网

## 4月20日
- 台海网(厦门)报道，“起底‘大师’曹永正：周滨之父称其为最信任的人”。网易“仅付四个女临时工工资，‘特异功能大师’曹永正每年从长庆油田的合作区块坐地分得数亿采油利润”。财新网（页面存档备份，存于）

## 4月22日
- “广州日报原社长戴玉庆举报曾庆红亲戚广州纪委书记王晓玲”。RFI[永久]“广州市纪委常委、新闻发言人梅河清在21日下午举行的新闻发布会上，就广州日报原社长戴玉庆被控受贿案做出两次回应，称相信司法机关会依法作出裁决。而据财新网22日报道，戴玉庆妻子杨兰凌已于2013年年底对广州市纪委书记王晓玲进行实名举报。”凤凰网（页面存档备份，存于）
- “皇家一号涉黄牵出8名民警 郑州公安副局长被调查”。中国新闻网（页面存档备份，存于）
- “网络上２１日转载消息称：合肥一公务员带领家人在天鹅湖边散步时遭到城管队员殴打，城管部门回应称，城管是将公务员一家当成了传销人员误伤。记者２２日从合肥市外宣办获悉，打人城管１人被免职，４人被开除。”新华网（页面存档备份，存于）
- “据英国《每日电讯报》24日报道，摩洛哥38岁的单亲爸爸艾哈姆·卡纳恩获发西班牙的工作签证，但又舍不得把8岁的女儿哈尼雅留在家乡。为让女儿过上更好的生活，这位爸爸竟然突发奇想，冒险把女儿塞进行李箱内，企图将她偷渡到西班牙，最终事败被捕。但父爱感动法官，女儿最终如愿留在西班牙读书。”人民网（页面存档备份，存于）

## 4月23日
- “上海一卖淫会所藏身别墅只接熟客 专门安排小弟望风”。人民网（页面存档备份，存于）

## 4月24日
- 东方早报报道，“江西省上饶市横峰县有关部门证实，23日晚上该县人民法院院长宁诗敏意外坠楼身亡。横峰县宣传部一名谢姓负责人表示，坠楼地点并不是在横峰县境内，而是在上饶市，目前他不清楚坠楼地点究竟是在酒店还是住宅，具体坠楼原因相关部门也正在调查之中。”和讯“赤脚身着短裤”。网易（页面存档备份，存于）
- “信访部门下月起不再受理越级上访 网络信访不受限”。人民网（页面存档备份，存于）

## 4月25日
- “习近平:要使暴力恐怖分子成为‘过街老鼠 人人喊打’。暴力恐怖活动漠视基本人权、践踏人道正义，挑战的是人类文明共同的底线，既不是民族问题，也不是宗教问题，而是各族人民的共同敌人。”新华网（页面存档备份，存于）
- 张东阳因涉嫌严重违纪辞去沈阳市人民检察院检察长职务。新华网（页面存档备份，存于）

## 4月26日
- “山西长治‘有8个身份证’公安副局长7个姓名曝光”。“日前，山西长治市公安局副局长、交警支队支队长樊红伟因涉嫌拥有多个虚假身份证信息被免职，相关问题正在进一步立案调查。而此前被曝光的陕西‘房姐’龚爱爱、河南郑州‘房妹’等案件，均是一个人拥有多个户口和身份证。人们不禁要问:这背后又隐藏着怎样的秘密?”人民网（页面存档备份，存于）
- “据中央纪委监察部网站消息,青海省委常委、西宁市委书记毛小兵涉嫌严重违纪违法,目前正接受组织调查。”新华网（页面存档备份，存于）“西宁书记毛小兵被查或与其曾任西部矿业董事长有关”。光明网
- 南都讯，“陆丰扫毒后清理门户：两任公安局长落马”。“汕尾市政府官网发布消息：经汕尾市纪委有关负责人证实，经汕尾市委批准，汕尾市纪委对汕尾市中级人民法院党组成员、执行局局长陈俊鹏严重违纪问题立案调查。这是近期又一个曾任陆丰市公安局局长的官员被查。”新华网（页面存档备份，存于）
- “1时48分，陕西延长石油集团炼化公司延安炼油厂3个轻质油储存罐发生闪爆着火事故。事故造成3人被不同程度烧伤，具体伤亡情况和事故发生原因正在进一步调查中。延安市环保局启动应急预案，在洛河流域设置拦截坝，并进行监测评估，防止对洛河水体造成污染。”新京报网（页面存档备份，存于）
- 中科院研究员朱勤生家中服药自杀身亡 疑似博导被撤。中国网

## 4月27日
- 大连晚报报道，“三亚十余光头手拿砍刀见东西就砍”。“记者接到市民反映称，当天凌晨2时许，三亚市溪泽南路有一伙人沿街对停放在路边的车辆及多家店面进行打砸。”光明网（页面存档备份，存于）
- 南京：一群男子闯进城管中队 见城管就乱棍围殴。新华网（页面存档备份，存于）

- “贵州毕节南丰小学教师性侵10余女生被捕 最小女生仅8岁”。中国网（页面存档备份，存于）
- 北京，孙中山先生的巨幅画像亮相天安门广场，迎接“五一”国际劳动节的到来。人民网（页面存档备份，存于）

## 4月28日
- “习近平28日来到喀什市公安局乃则尔巴格派出所，察看视频监控、警用装备，观看反恐防暴演练。他说，我很关心你们的装备和训练，对付暴力恐怖犯罪分子一定要有有效手段。训练一定要按实战化坚持下去。平时多流汗，战时才能少流血。习近平对民警们说，看到你们的长警棍，我不由想起明代时戚继光训练怎么打倭寇，他就地取材，把毛竹削尖，很长，5人或7人一组，先用毛竹竿挡住倭寇，使他们近不了身，盾牌兵再上去击杀，非常有效。我们也要有好的兵法和有效的武器。”中国网（页面存档备份，存于）
- 新京报报道，福建闽侯男子驾车撞人致7死:撞飞小孩未停车。21CN
- 抚顺“辽沈战役”景区爆炸事故死亡人数上升至7人。新华网（页面存档备份，存于）
- 广州北京路7男子统一军绿色着装砍人 警察开四枪。贵阳晚报（页面存档备份，存于）
- 新华社安徽分社总编辑宋斌自缢身亡，或患抑郁症。[10][11][12]

## 4月29日
- 陈政高辞去辽宁省长职务，李希任代理省长[13][14]。中央组织部王尔乘副部长到住房和城乡建设部宣布中央决定，陈政高任住房和城乡建设部党组书记。[15]
- 四川省委原副书记李春城严重违纪违法被开除党籍和公职。[16][17]
- 陕西一派出所副所长约14岁女生喝酒 疑将其强暴。[18]
- “陕西平利：女子陪丈夫上访 在县政府办公室自焚”。海外网（页面存档备份，存于）

## 4月30日
- “4月27日至30日，中共中央总书记、国家主席、中央军委主席习近平在新疆考察。习近平指出，反恐怖斗争事关国家安全，事关人民群众切身利益，事关改革发展稳定全局，是一场维护祖国统一、社会安定、人民幸福的斗争，必须做好标本兼治各项工作。对残害生命、穷凶极恶的暴力恐怖活动，要高举法治旗帜，保持严打高压态势，出重手、下重拳，先发制敌，坚决把暴力恐怖分子的嚣张气焰打下去，以震慑敌人、鼓舞人民。4月30日上午，习近平在乌鲁木齐同新疆宗教代表人士座谈。”新华网（页面存档备份，存于）
- “１９时１０分许，在乌鲁木齐火车南站旅客出站口发生一起爆炸案件，”“经警方初步查明，乌鲁木齐火车南站爆炸是一起严重暴力恐怖袭击案件，暴徒在乌鲁木齐火车南站出站口接人处持刀砍杀群众，同时引爆爆炸装置，造成３人死亡、７９人受伤，其中４人重伤。”人民网（页面存档备份，存于）
- “美国政府将一名被控向伊朗出售弹道导弹零部件的中国商人列为目标,悬赏500万美元缉拿此人,并对八家被指受此人控制的中国贸易公司实施制裁。”中国“外交部:坚决反对单边制裁”。光明网
- “马官员说将就马航客机失联发布初步调查报告”。“马航370航班客机失联以来，多国已进行了50多天的大规模搜寻，仍未发现其下落。澳大利亚搜寻马航370航班联合协调中心30日早间发表声明说，搜寻工作将在未来数周内过渡到水下搜索强化阶段。”
- “中央决定，因年龄原因，张研农同志不再担任人民日报社社长职务，杨振武同志任人民日报社社长，李宝善同志任人民日报社总编辑。又讯　4月23日下午，人民日报社召开各部门（单位）主要负责人会议，宣布了中共中央关于张建星同志任人民日报社副社长，阎晓明同志任人民日报社副总编辑的通知。”人民网（页面存档备份，存于）